# Liebling, lass uns scheiden
Liebling, lass uns scheiden ist eine schweizerische Komödie von Jürg Ebe aus dem Jahr 2010. Der Spielfilm basiert auf einem Drehbuch von Andreas Gaws und Marco Rima und handelt von dem in Zürich lebenden Paar Oliver und Franziska Klaus, gespielt von Rima und Esther Schweins, das nach 20 Jahren Ehe die Trennung erwägt.

## Hintergrund
Liebling, lass uns scheiden wurde von der Turnus Film AG in Koproduktion mit dem öffentlich-rechtlichen Schweizer Fernsehen (SF) und dem Bezahlfernsehsender Teleclub hergestellt. Als Produzenten agierten Hans Syz und Marco Rima sowie Koproduzent Peter Studhalter. Finanziell gefördert wurde der Spielfilm von der Zürcher Filmstiftung, Suissimage sowie dem Bundesamt für Kultur.

## Rezeption
Alexandra Stäheli von der Neuen Zürcher Zeitung befand, der Film hätte „eine romantische Weihnachtskomödie nach deutschem Vorbild werden sollen – und ist nun doch eine zwar sympathische, aber sehr gemächliche helvetische Adventsheiterkeit geworden“. Die Komödie taumele „entlang der bravsten Klischees und Slapsticks“, überzeuge jedoch durch ihre „prägnanten und selbstironischen Minifilme im Film, die dem ganzen Projekt eine fetzige Note“ gäben.

## Erfolg
Liebling, lass uns scheiden feierte am 16. November 2010 im Corso-Kino in Zürich Weltpremiere. Die Freigabe zur öffentlichen Vorführung der Produktion erfolgte in der Schweiz am 9. Dezember. Presseberichten zufolge zählte die Produktion nach Ende des ersten Vorführwochenendes 14.495 Besucher in nur 21 Kinos und konnte sich damit hinter Rapunzel – Neu verföhnt, Harry Potter und die Heiligtümer des Todes – Teil 1 und Saw 3D auf Platz 4 der deutschschweizerischen Kinocharts platzieren. Insgesamt sahen die Produktion bis Ende Januar 2011 rund 50.000 Besucher in den Kinos.